# Književnost u 1596.
◄◄ | ◄ | 1593. | 1594. | 1595. | 1596.  | 1597. | 1598. | 1599. | ► | ►►
Arhitektura • Astronomija • Glazba • Kazalište • Kiparstvo • Knjige • Književnost • Kršćanstvo • Medicina • Politika • Pravo • Promet • Slikarstvo • Znanost
Književnost u 1596.

## Svijet

### Književna djela
- Ukroćena goropadnica Williama Shakespearea

## Vanjske poveznice
|  | Zajednički poslužitelj ima još gradiva o temi Književnost u 1596. |